# 恵解山古墳
恵解山古墳（いげのやまこふん）は、京都府長岡京市勝竜寺・久貝にある古墳。形状は前方後円墳。国の史跡に指定され（史跡「乙訓古墳群」のうち）、出土品は京都府指定有形文化財に指定されている。2003年（平成15年）から2013年（平成25年）まで調査及び保存整備が行われ、2014年（平成26年）に恵解山古墳公園となった。

## 概要

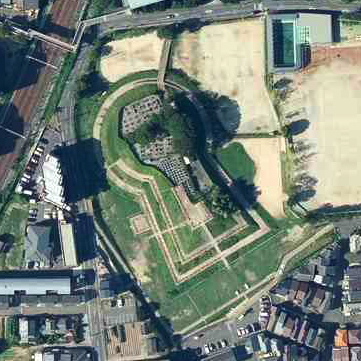
恵解山古墳の空中写真。

京都盆地から大阪平野に通じる狭隘部で、桂川、宇治川、木津川の合流点東北の平野部に位置する。京都府南部の乙訓地域最大の古墳である。全長約128m、後円部直径約78.6m、高さ約10.4m、前方部幅約78.6m、高さ10.4mを測る。幅30mの周濠を持つ。埴輪列と葺石が確認されている。5世紀の前半の築造と推定されている。後円部が以前より墓地となっており、内部主体は失われているが、竪穴式石槨と推定されている。1980年（昭和55年）に墓地が他の墳丘部分へ拡張されることになり、長岡京市教育委員会が事前調査を行った。
本能寺の変の後、豊臣秀吉と明智光秀が戦った山崎の戦いにおいて光秀の本陣が置かれた可能性がある。

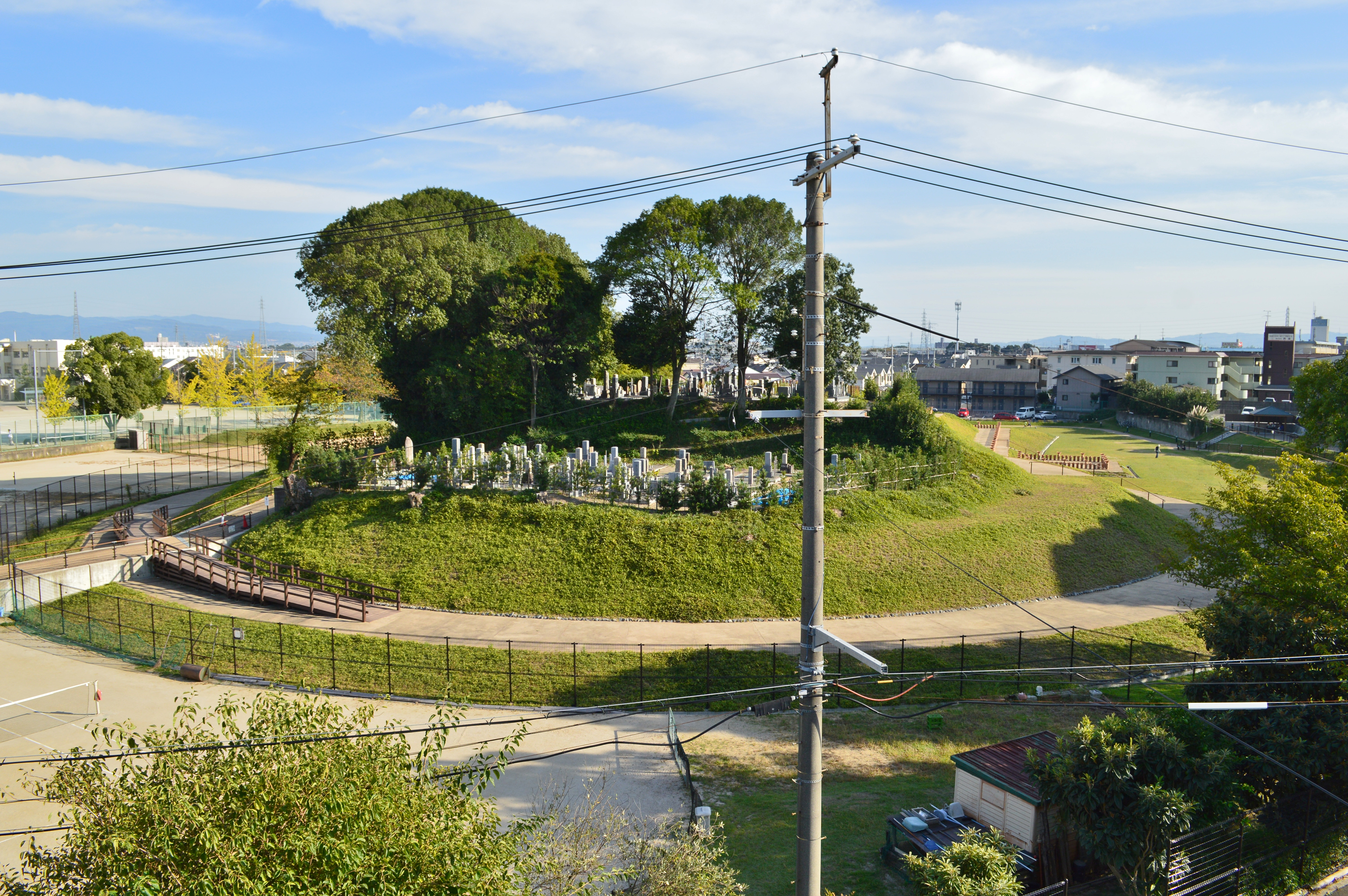
北方から望む墳丘全景
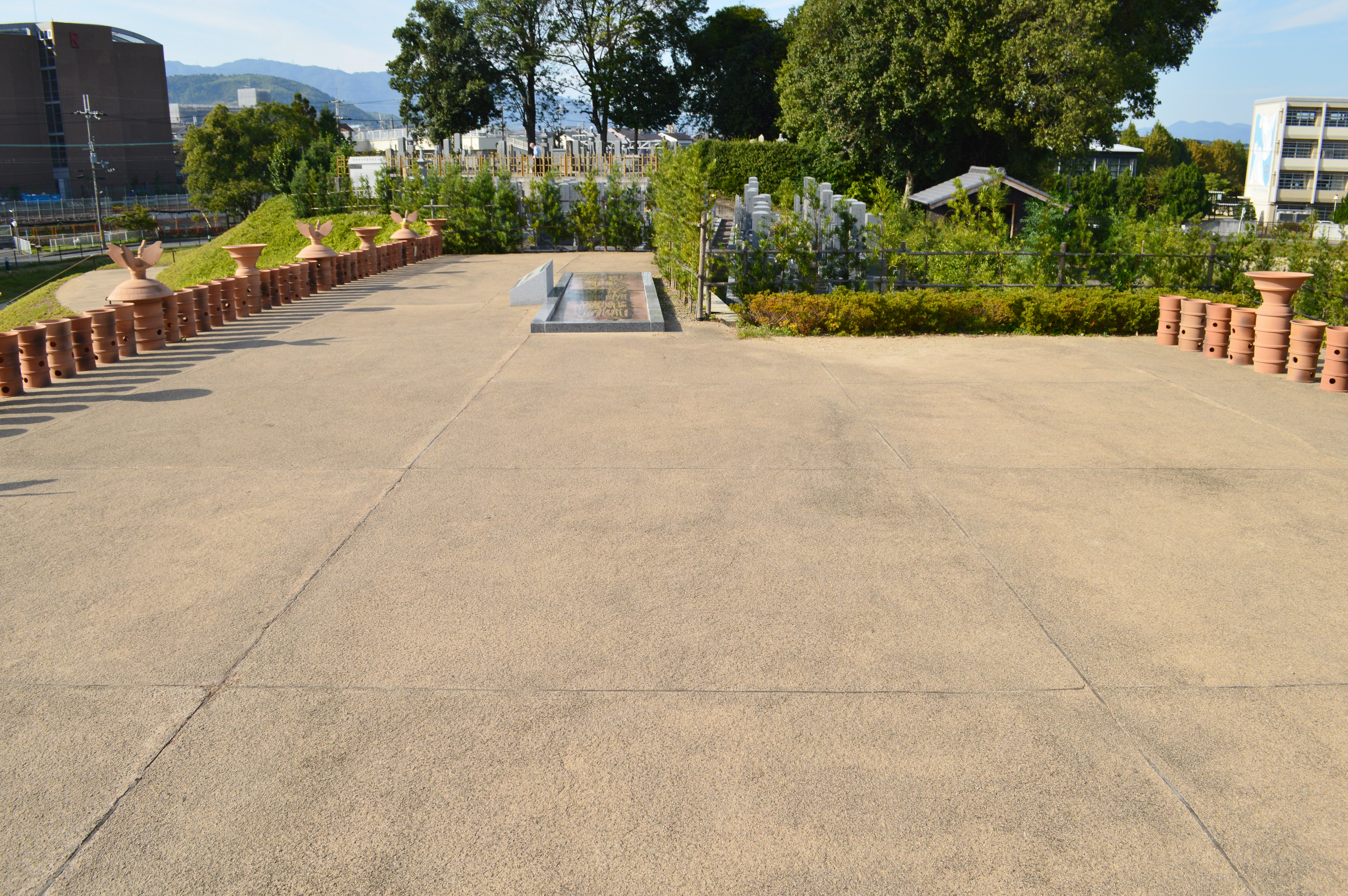
前方部から後円部を望む 中央には副葬品埋葬施設。
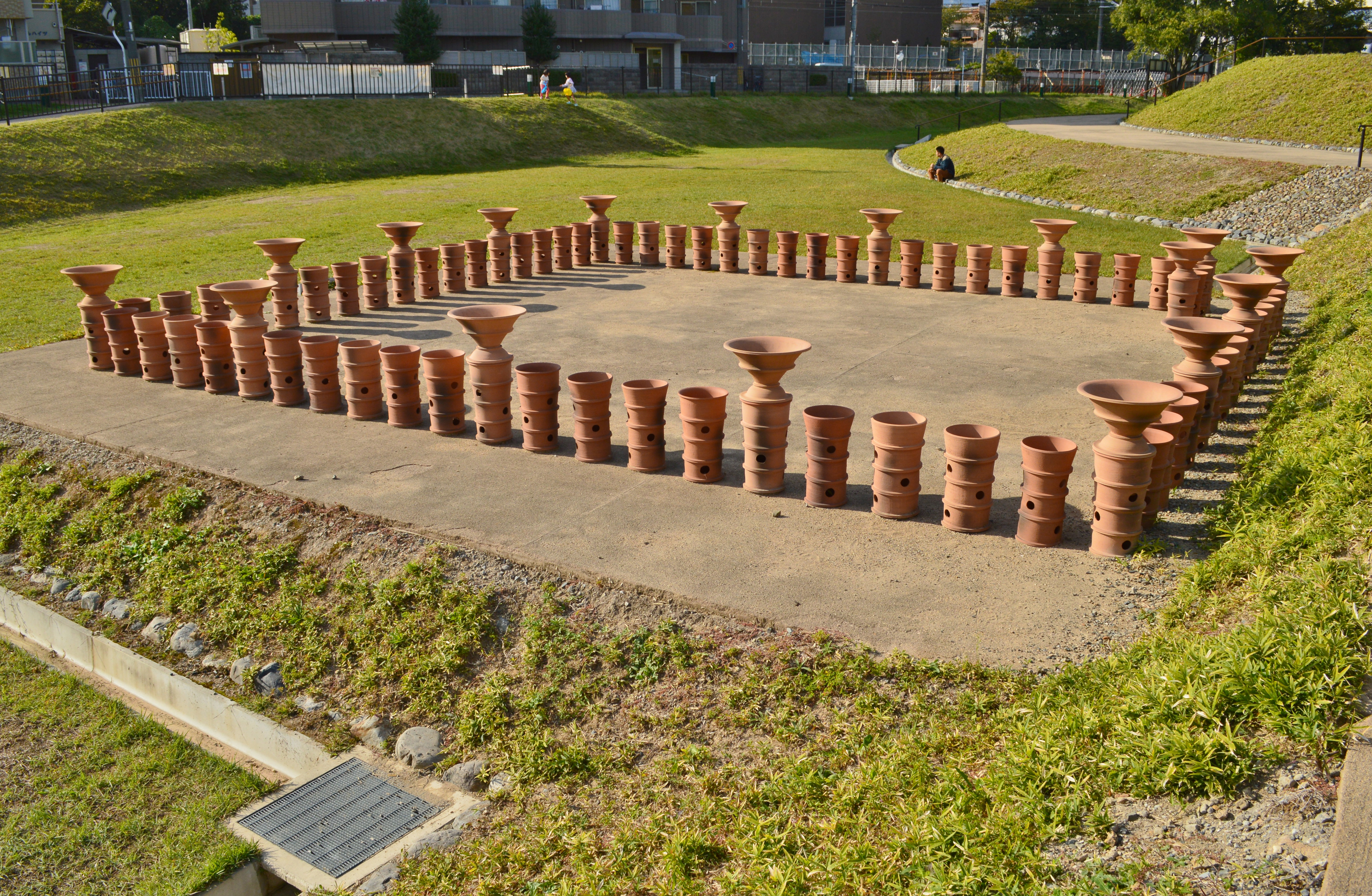
西造出
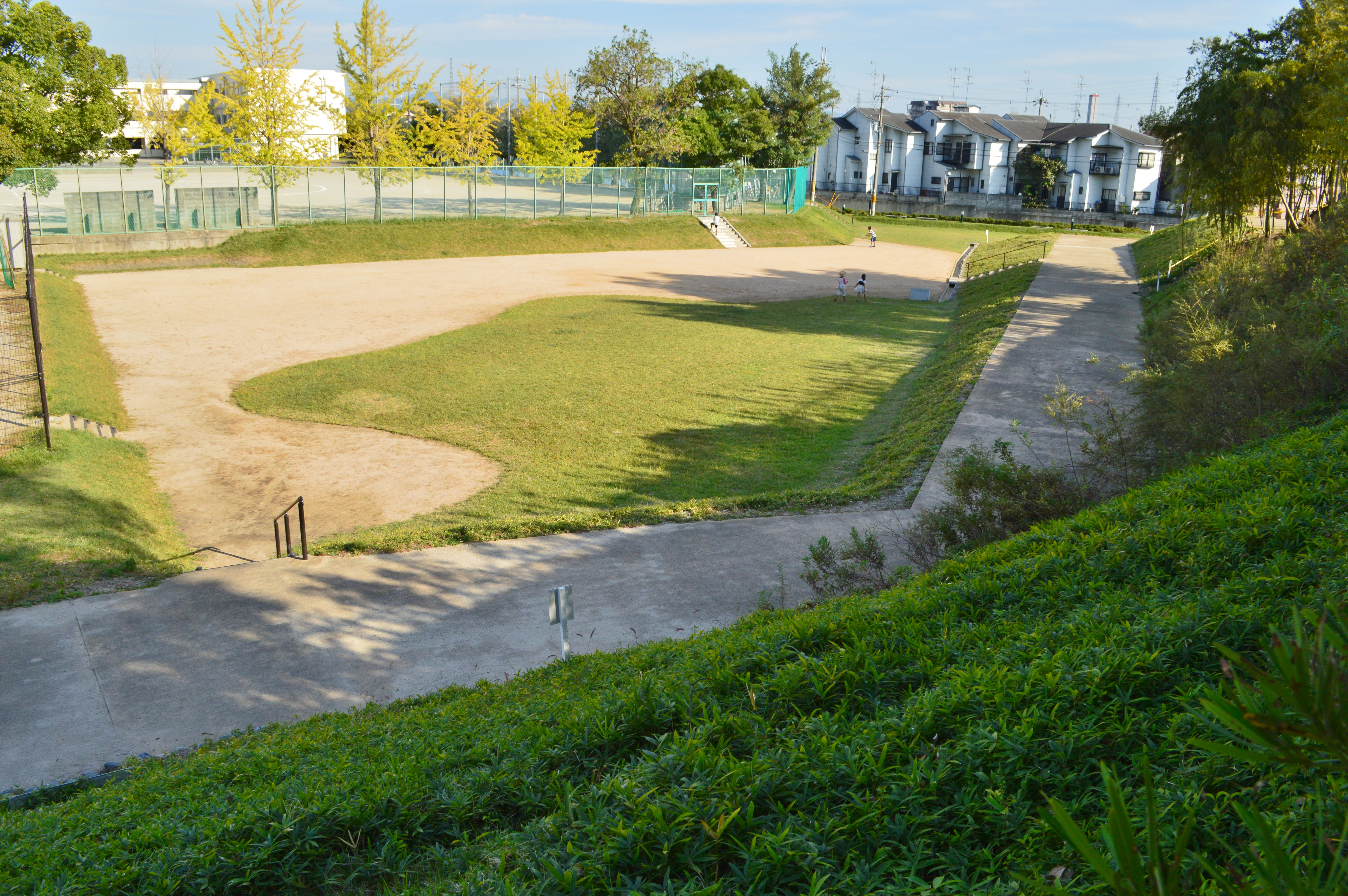
東造出

## 発掘調査と出土遺物
第1次調査
1975年（昭和50年）。
第2次調査
1976年（昭和51年）～1977年（昭和52年）。
第3次調査
1980年（昭和55年）。当年の調査の結果、前方部から多数の鉄製武器類が出土している。前方部に墳丘の主軸に並行して、長さ6.6m、幅0.9mの木棺状の副葬品埋納施設が検出され、鉄刀、鉄鏃など総数700点以上の鉄製武器類が出土して注目を集めた。古墳は調査翌年の1981年（昭和56年）に国の史跡に指定された。その後の調査で、東西の造り出し部から蓋（きぬがさ）、家形、水鳥などの形象埴輪が出土している。なお出土遺物の一部は財団法人長岡京市埋蔵文化財センターに展示されている。
第4次調査
2003年（平成15年）。
第5次調査
2004年（平成16年）。
第6次調査
2005年（平成17年）。

## 文化財

### 国の史跡
- 恵解山古墳（史跡「乙訓古墳群」のうち）
恵解山古墳自体は、1981年（昭和56年）10月13日に「恵解山古墳」として国の史跡に指定。
2016年（平成28年）3月1日、既指定の史跡「天皇の杜古墳」・「恵解山古墳」・「寺戸大塚古墳」の3件を統合し、これに他の古墳8基を追加指定のうえ、史跡指定名称を「乙訓古墳群」に変更[3][4]。

### 京都府指定文化財
- 有形文化財
  - 恵解山古墳出土品 一括（考古資料）- 明細は以下[5]。京都府立山城郷土資料館寄託。1999年（平成11年）3月19日指定[6]。
    - 刀剣類
      - 鉄刀（残欠共） 176口
      - 鉄短刀 1口
      - 鉄剣 11口
      - 鉄短剣（残欠共） 141口

    - 鉄鏃（残欠共） 578本
    - 工具漁具類
      - 鉄ヤス状製品（残欠共） 5本
      - 鉄ワラビ手刀子 10口

    - 玉類
      - 碧玉管玉 1点

    - 埴輪 一括